# Winton (Carolina del Nord)
Winton è una città statunitense dello stato della Carolina del Nord,  Contea di Hertford, della quale è capitale.